# Dengsha He
Dengsha He (kinesiska: 登沙河) är ett vattendrag i Kina. Det ligger i provinsen Liaoning, i den nordöstra delen av landet, omkring 310 kilometer söder om provinshuvudstaden Shenyang.
Genomsnittlig årsnederbörd är 850 millimeter. Den regnigaste månaden är juli, med i genomsnitt 302 mm nederbörd, och den torraste är januari, med 11 mm nederbörd.